# Решетин, Андрей Юрьевич
Андре́й Ю́рьевич Решетин (1 февраля 1963, Павлодар) — российский музыкант, скрипач рок-группы «Аквариум» (с 1986 по 1991 год, затем первая скрипка ансамбля старинной музыки «Musica Petropolitana», затем художественный руководитель и первая скрипка «Оркестра Екатерины Великой», первого барочного оркестра в России). В настоящее время — художественный руководитель созданного им же Международного Фестиваля Earlymusic2, художественный руководитель ансамбля «Солисты Екатерины Великой».

## Биография
Родился 1 февраля 1963 года в Павлодаре. В раннем детстве переехал в Ленинград. Поступил в музыкальную школу при Ленинградской консерватории по классу скрипки. Познакомился с Александром Куссулем и Иваном Воропаевым — будущими скрипачом и альтистом рок-группы «Аквариум».
Во время учёбы в Консерватории познакомился с философом и художником Борисом Петровичем Аксельродом (1928—2004), более известным под псевдонимом Аксель, ставшим его наставником и привившим Рюше любовь к музыке эпохи барокко.
Закончив десятилетку, поступил в Ленинградскую консерваторию. После первого курса год отслужил в армии, после чего продолжил обучение музыке.
После гибели Куссуля летом 1986 года познакомился с Всеволодом Гаккелем, виолончелистом «Аквариума». В 1987 присоединился к «Аквариуму», планируя отыграть несколько концертов и вернуться к старинной музыке, однако остался с «Аквариумом» вплоть до официального Последнего концерта группы в 1991 году. Затем продолжил работу с Борисом Гребенщиковым в «БГ-Бэнде». Покинул «БГ-Бэнд» в 1992 году, не имея возможности одновременно принимать участие в гастролях с БГ и в деятельности ансамбля Musica Petropolitana.
Впоследствии принимал участие в записи альбомов «нового» «Аквариума» «Любимые песни Рамзеса IV» и «Кострома mon amour».
Помимо этого, в 1983 году снялся в фильме Александра Сокурова «Скорбное бесчувствие».
"
В 1988 вместе с Марком де Мони и Элизабет Уайт основал фестиваль Earlymusic; позже — «Фонд возрождения старинной музыки» и «Оркестр Екатерины Великой».
Занимался барочной скрипкой под руководством Марии Леонхардт.
Совместными усилиями Андрея Решетина, Марка де Мони, Оркестра Екатерины Великой и многих других предпринял постановку оперы Маттезона «Борис Годунов».
После роспуска в 2007 году «Оркестра Екатерины Великой» организовал на его основе ансамбль старинной музыки «Солисты Екатерины Великой».
В 2009 году награждён Благодарностью Законодательного Собрания Санкт-Петербурга за существенный личный вклад в развитие культуры и искусства в Санкт-Петербурге.
В настоящее время является художественным руководителем Международного Фестиваля «Earlymusic», AXL Академии «Earlymusic» и «Оркестра Екатерины Великой», курирует издание трактатов о старинной музыке, выпускаемых Фондом.
Поддержал российское вторжение на Украину в 2022 году. В январе 2023 года опубликовал в «Российской газете» обращение к осудившему вторжение Борису Гребенщикову, в котором заявил: «Ты собирал деньги для тех, кто стреляет в нас! Куда заводит пацифизм! Это ужасно, Боб! И эти твои отвратительные интервью!». В октябре 2023 года отправился в зону боевых действий, где играл на скрипке для российских военнослужащих.
В мае 2024 г выпустил сольный альбом с музыкой Хандошкина, Бибера и Баха под названием "Сильнее смерти".